# Чело (Палаја)
Чело је насеље у Италији у округу Пиза, региону Тоскана.
Према процени из 2011. у насељу је живело 3 становника. Насеље се налази на надморској висини од 175 м.